# 張鎡
张镃（1153年—?），字功甫，一字时可，号约斋，秦川成纪人。
张镃出生於绍兴二十三年（1153年），是宋代南渡名将张浚的曾孙，生活非常奢侈放縱。任官承议郎顧秘阁。与陆游、杨万里等人有交情。张镃能诗擅画，對短句也有研究，還能新创海盐腔。嘉定四年（1211年）因為被判刑而除官。之後去到象州當编管。不久後過世。著作有《南湖集》十卷。